# Neobatrachus pelobatoides
Neobatrachus pelobatoides är en groddjursart som först beskrevs av Werner 1914.  Neobatrachus pelobatoides ingår i släktet Neobatrachus och familjen Limnodynastidae. IUCN kategoriserar arten globalt som livskraftig. Inga underarter finns listade i Catalogue of Life.